# Завоят на реката
„Завоят на реката“ (на английски: Bend of the River) е уестърн на режисьора Антъни Ман, която излиза на екран през 1952 година.

## Сюжет
Петдесетте години на XIX век. По време на съпровождане на фургони през планините и прериите през Портланд, Глин Маклинтък спасява от линчуване Емерсън Коул, заподозрян в кражба на добитък. Благодарният Коул помага на Глин и другарите му да отбият неочаквана атака на индианците и така те стават приятели. Дъщерята на Глин Лаура Бейл се увлича по Коул и възнамерява да остане в Портланд заедно с новия си познат, а не да свързва живота си с работа на полето. Но Коул не е лесен човек: Той има тъмно минало, както, между другото, и самият Глен си има свои тайни.

## В ролите
| Актьор        | Роля           |
| ------------- | -------------- |
| Джеймс Стюарт | Глин Маклинтък |
| Артър Кенеди  | Емерсън Коул   |
| Джули Адамс   | Лаура Бейл     |
| Рок Хъдзън    | Трей Уилсън    |
| Лори Нелсън   | Марджи Бейл    |
| Джей Флипен   | Джереми Бейл   |
| Уолас Форд    | Чарли О'Лиъри  |
| Хауърд Петри  | Том Хендрикс   |